# North Star (Delaware)
North Star è un census-designated place (CDP) degli Stati Uniti, situato nella Contea di New Castle nello stato del Delaware. La popolazione secondo il censimento del 2000 era di 8.277 abitanti.

## Geografia fisica
Secondo i dati dello United States Census Bureau, il CDP di North Star si estende su una superficie totale di 17,7 km², tutti completamente occupati dalle terre.

## Popolazione
Secondo il censimento del 2000, a North Star vivevano 8.277 persone, ed erano presenti 2.408 gruppi familiari. La densità di popolazione era di 467,2 ab./km². Nel territorio comunale si trovavano 2.651 unità edificate. Per quanto riguarda la composizione etnica degli abitanti, l'89.60% era bianco, il 2,50% era afroamericano, lo 0,07% era nativo, e il 6,68% era asiatico. Il restante 1,14% della popolazione appartiene ad altre razze o a più di una. La popolazione di ogni razza proveniente dall'America Latina corrisponde all'1,17% degli abitanti.
Per quanto riguarda la suddivisione della popolazione in fasce d'età, il 31,4% era al di sotto dei 18 anni, il 5,0% era fra i 18 e i 24, il 27,4% fra i 25 e i 44, il 30,7% fra i 45 e i 64, mentre infine il 5,4% era al di sopra dei 65 anni di età. L'età media della popolazione era di 39 anni. Per ogni 100 donne residenti vivevano 99,3 maschi.